# Vicente Agulleiro Aguilella

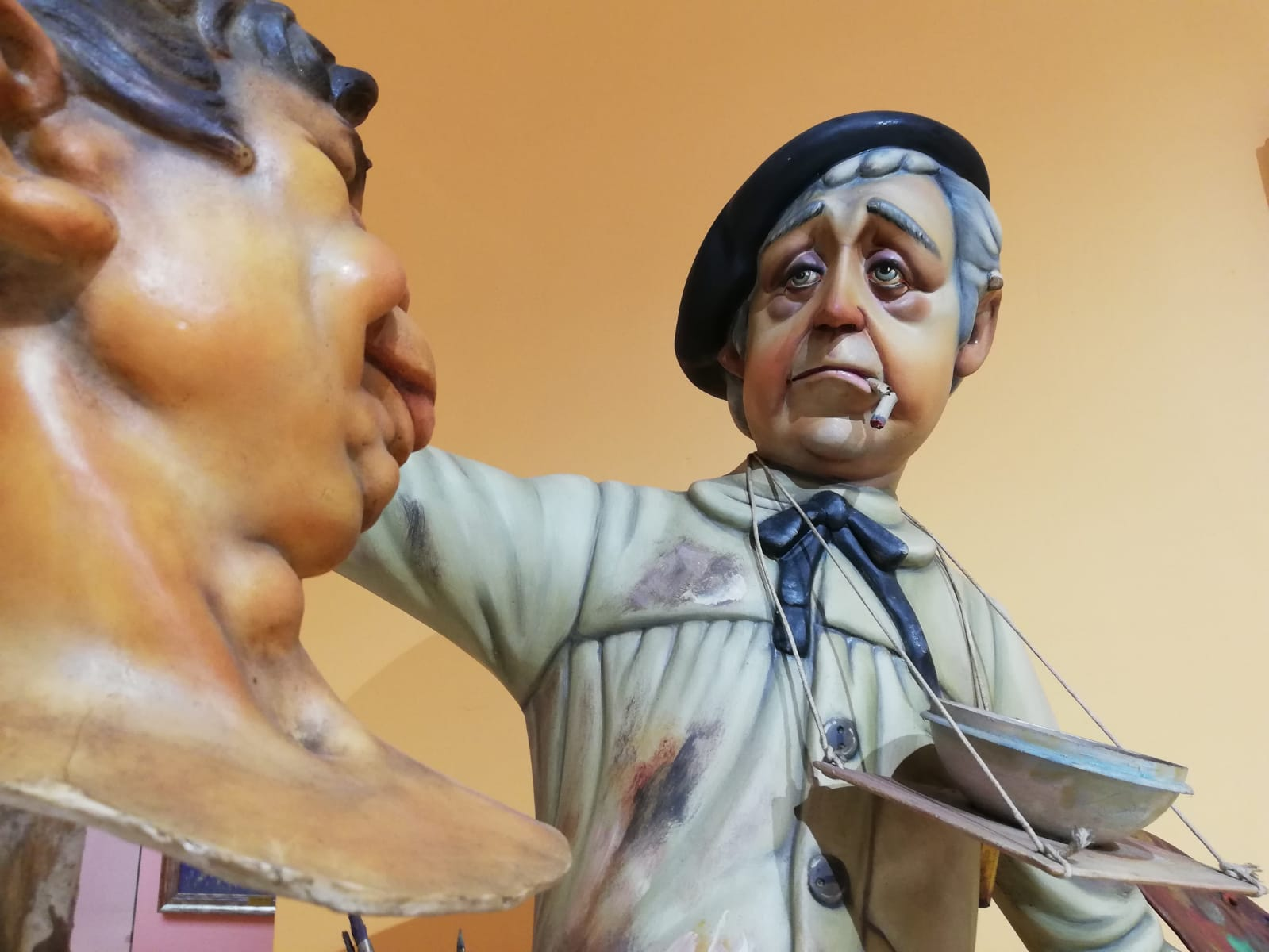
Detall del Ninot Indultat del 1979 obra de Vicente Agulleiro

Vicente Agulleiro Aguilella (Saragossa, 1945 - Burjassot, 21 de maig de 2008) va ser un artista faller. Estudia a l'Escola d'Arts i Oficis de Burjassot i continua la seua formació a l'Escola de Belles Arts de Sant Carles a València. Comença als tallers dels grans artistes fallers Vicente Luna i Regí Mas. Debuta com artista faller l'any 1968 plantant "L'aigua és per als ànecs" per la comissió Visitació-Oriola. Aquesta obra li serveix per a superar l'examen d'accés al Gremi Artesà d'Artistes Fallers.
Després de plantar Falles en diferents seccions i guanyar el primer premi en primera en 1977 amb "La sort i la fortuna" per Sapadors-V.Lleó, debuta en la màxima categoria a l'any següent realitzant el cadafal faller de Na Jordana. A la dècada dels 80 aconsegueix els seus majors èxits fent-se amb el guardó més alt als anys 1980 per la comissió del Carme i en 1983, 1984, 1985 i 1987 plantant Falla a la Plaça del Pilar.
Al seu palmarés compta amb 6 Ninot indultats que es caracteritzen per un gran realisme i que tracten aspectes de la festa, escenes clàssiques o oficis en perill de desaparició. Amb l'ajuda de Rafael Gallent treballa per la recuperació del moviment als ninots.
El seu estil es caracteritza per un academicisme i classicisme exquisits que mostra no només a les escenes sinó als remats de gran volum de les seues Falles. S'allunya de la tendència caricaturesca d'altres artistes com, per exemple, Miguel Santaeulalia.
L'artista de Burjassot guanya en la dècada dels 90 nombrosos premis amb la comissió Almirall Cadarso-Comte d'Altea convertint-se així en un dels professionals més premiats de la història de les Falles de València. A les darreries del segle XX planta dues obres a la Plaça de l'Ajuntament de València: "València cap al 2000" al 1999 i "Tercer mil·lenni" al 2000. És autor de la primera falla municipal plantada a la localitat de Torrent en 2001 continuant fins al 2007, any en què signa la seua última Falla.
A més de la seua producció com artista faller realitza treballs per a museus i parcs d'atraccions. Durant alguns anys exerceix el càrrec de delegat del Museu de l'Artista Faller